# UFC 313
UFC 313: Pereira vs. Ankalaev — турнир по смешанным единоборствам, организованный Ultimate Fighting Championship, который был проведён 8 марта 2025 года на спортивной арене «T-Mobile Arena» в городе Лас-Вегас, штат Невада, США.

## Подготовка турнира

### Главные события турнира
В качестве заглавного события турнира запланирован бой за титул чемпиона UFC в полутяжёлом весе, в котором встретятся действующий чемпион этой весовой категории (также бывший чемпион UFC в среднем весе) бразилец Алекс Перейра и бывший претендент на титул чемпиона UFC в полутяжёлом весе россиянин Магомед Анкалаев (#1 в рейтинге). Для Перейры этот бой станет 4-й защитой титула, а для Анкалаева второй попыткой стать чемпионом полутяжёлого дивизиона.
| Заглавное событие — Полутяжёлый вес — Бой за титул чемпиона | Заглавное событие — Полутяжёлый вес — Бой за титул чемпиона | Заглавное событие — Полутяжёлый вес — Бой за титул чемпиона |
| --- | --- | ----------------------------------------------------------- |
| Алекс Перейра | | Магомед Анкалаев                                            |
| ALEX SANDRO SILVA PEREIRA «Poatan» (на языке Тупи — Каменная рука) 37 лет (07.07.1987) Рост 194 см, размах рук 203 см, вес 93,0 кг Гражданство: Происхождение: (Тупи) Место рождения: Сан-Бернарду-ду-Кампу, Сан-Паулу, Бразилия Представляет: Данбери, Коннектикут, США / Сан-Паулу, Бразилия «Teixeira MMA & Fitness» Дебют в UFC — 06.11.2021 (с рекордом 3-1) Бонусы «Fight of the Night» (1) / «Perfomance of the Night» (5) Действующий чемпион UFC в полутяжёлом весе (11.2023-н.в., защиты 3/3) Чемпион UFC в среднем весе (11.2022-04.2023, защиты 0/1) Чемпион Glory (кикбоксинг) в полутяжёлом весе (2021, защиты 0/1) Временный чемпион Glory (кикбоксинг) в полутяжёлом весе (2019) Чемпион Glory (кикбоксинг) в среднем весе (2017-19, защиты 5/5) | МАГОМЕД АЛИБУЛАТОВИЧ АНКАЛАЕВ нет прозвища 31 год (02.06.1992) Рост 191 см, размах рук 191 см, вес 92,8 кг Гражданство: Происхождение: ( Аварцы) Место рождения: Махачкала, Дагестан, Россия Представляет: Махачкала, Дагестан, Россия Бойцовский клуб «Горец» Дебют в UFC — 17.03.2018 (с рекордом 9-0) Бонусы «Perfomance of the Night» (4) Претендент на титул чемпиона UFC в полутяжёлом весе Претендент на титул чемпиона UFC в полутяжёлом весе (2022) Чемпион Akhmat Fight Club в полутяжёлом весе (2016-2017, защиты 1/1) |                                                             |
| Последние бои: 04.10.2024, Халил Раунтри (#8), TKO4 29.06.2024, Иржи Прохазка (#1), TKO2 13.04.2024, Джамаал Хилл (#1), KO1 11.11.2023, Иржи Прохазка (#1), TKO2 29.07.2023, Ян Блахович (#3), SDEC | Последние бои: UDEC, Александр Ракич (#5), 26.10.2024 KO2, Джонни Уокер (#7), 13.01.2024 NC, Джонни Уокер (#7), 21.10.2023 SDEC, Ян Блахович (#2), 10.12.2022 TKO2, Энтони Смит (#5), 30.07.2022 |                                                             |

Изначально в качестве соглавного события был запланирован пятираундовый бой в лёгком весе, в котором должны были встретиться бывший временный чемпион UFC в лёгком весе, а также бывший претендент на титул чемпиона UFC в лёгком весе и бывший обладатель титула BMF, американец Джастин Гейджи (#3 в рейтинге) и новозеландец Дэн Хукер (#6 в рейтинге). Однако, 25 февраля стало известно, что Хукер получил травму руки на тренировке и вынужден сняться с боя. Уже на следующий день стало известно, что на коротком уведомлении на замену согласился выйти Рафаэль Физиев (#11 в рейтинге), для которого бой против Гейджи станет реваншем. В их первой встрече, которая состоялась в марте 2023 года на турнире UFC 286, в близком бою победу одержал Гейджи решением большинства судей, а бой был отмечен наградой "Лучший бой вечера".
| Соглавное событие — Лёгкий вес | Соглавное событие — Лёгкий вес | Соглавное событие — Лёгкий вес |
| --- | --- | ------------------------------ |
| Джастин Гейджи | | Рафаэль Физиев                 |
| JUSTIN RAY GAETHJE "The Highlight" (англ. Яркий момент) 35 лет (14.11.1988) Рост 181 см, размах рук 178 см, вес 70,8 кг Гражданство: Происхождение: Место рождения: Саффорд, Аризона, США Представляет: Денвер, Колорадо, США / Саффорд, Аризона, США "Genesis Training Center" / "Elevation Fight Team" Дебют в UFC — 07.07.2017 (с рекордом 17-0) Бонусы "Fight of the Night" (8) / "Perfomance of the Night" (5) Обладатель символического титула "BMF" (07.2023-04.2024) Претендент на титул чемпиона UFC в лёгком весе (2022) Претендент на титул чемпиона UFC в лёгком весе (2020) Временный чемпион UFC в лёгком весе (05.2020-10.2020) Чемпион World Series Of Fighting в лёгком весе (2014, защиты 5/5) | RAFAEL SALMAN OĞLU FIZIYEV "Атаман" 31 год (05.03.1993) Рост 173 см, размах рук 182 см, вес 70,8 кг Гражданство: / Происхождение: / Место рождения: Кордай, Жамбылская область, Казахстан Представляет: Баку, Азербайджан / Пхукет, Таиланд «Tiger Muay Thai» Дебют в UFC — 20.04.2019 (с рекордом 6-0) Бонусы "Fight of the Night" (3) / "Perfomance of the Night" (3) |                                |
| Последние бои: 13.04.2024, Макс Холлоуэй (#2*), КО5 29.07.2023, Дастин Пуарье (#2), KO2 18.03.2023, Рафаэль Физиев (#6), MDEC 07.05.2022, Шарлис Оливейра (ч), SUB1 06.11.2021, Майкл Чендлер (#5), UDEC | Последние бои: TKO2, Матеуш Гамрот (#7), 23.09.2023 MDEC, Джастин Гейджи (#3), 18.03.2023 TKO5, Рафаэл дус Анжус (#7), 09.07.2022 KO3, Брэд Ридделл (#12), 04.12.2021 UDEC, Бобби Грин, 07.08.2021 |                                |

### Изменения карда турнира
Бой в тяжелом весе между бывшим претендентом на временный титул чемпиона UFC Кёртисом Блейдсом и новичком, россиянином Ризваном Куниевым изначально был запланирован на UFC Fight Night: Сехудо vs. Сун и должен был состояться двумя неделями ранее. Тем не менее, бой был перенесен организаторами на этот турнир для пополнения и улучшения состава его участников. Тем не менее, за несколько часов до начала турнира Блейдс снялся с боя по состоянию здоровья.
При подготовке турнира были также анонсированы, но впоследствии отменены следующие поединки:
- Бой в тяжёлом весе, в котором должны были встретиться бразильские бойцы Жоната Динис и Витор Петрину.[10] Тем не менее, Петрину отказался от поединка из-за латерального эпикондилита (воспаление) на обоих локтях и бой был убран из карда.[11]
- Бой в легчайшем весе, в котором должны были встретиться американец Крис Гутьеррес и непобеждённый бразильский проспект Жеан Матсумото.[12] Бой был отменён организаторами из-за того, что Матсумото был перенесён на бой против Роба Фонта в кард турнира UFC Fight Night: Сехудо vs. Сун, который проходил двумя неделями ранее.[12] За несколько дней до турнира Гутьерресу был назначен новый соперник в лице американца Джона Кастаньеды, у которого в свою очередь в последний момент сорвался бой неделей ранее на турнире UFC Fight Night: Капе vs. Алмабаев. Бой пройдёт в полулёгком весе.[13] Однако за несколько часов до начала турнира Кастаньеда снялся с боя по состоянию здоровья.[14]
- Бой в наилегчайшем весе, в котором должны были встретиться бразилец Бруну Силва (#13 в рейтинге) и американец бирманского происхождения Джошуа Ван (#15 в рейтинге).[15] 17 февраля стало известно, что Силва выбыл по неизвестной причине и его заменит победитель 2-го сезона азиатского шоу Road To UFC в наилегчайшем весе непобеждённый японец Рей Цуруя, недавно дебютировавший в организации.[16]

### Анонсированные бои
| Бой | Весовая категория    | Участники боёв и их статистика перед боем (рекорд ММА / рекорд UFC / серия) | Участники боёв и их статистика перед боем (рекорд ММА / рекорд UFC / серия) | Участники боёв и их статистика перед боем (рекорд ММА / рекорд UFC / серия) | Участники боёв и их статистика перед боем (рекорд ММА / рекорд UFC / серия) | Участники боёв и их статистика перед боем (рекорд ММА / рекорд UFC / серия) | Участники боёв и их статистика перед боем (рекорд ММА / рекорд UFC / серия) | Участники боёв и их статистика перед боем (рекорд ММА / рекорд UFC / серия) | Участники боёв и их статистика перед боем (рекорд ММА / рекорд UFC / серия) | Участники боёв и их статистика перед боем (рекорд ММА / рекорд UFC / серия) | Участники боёв и их статистика перед боем (рекорд ММА / рекорд UFC / серия) | Участники боёв и их статистика перед боем (рекорд ММА / рекорд UFC / серия) | Участники боёв и их статистика перед боем (рекорд ММА / рекорд UFC / серия) |
| |                      | Главный кард (Main Card, PPV)                                               |                                                                             |                                                                             |                                                                             |                                                                             |                                                                             |                                                                             |                                                                             |                                                                             |                                                                             |                                                                             |                                                                             |
| 1 | Полутяжёлый вес      | Алекс Перейра Alex «Poatan» Pereira                                         | Ч                                                                           | 12-2                                                                        | 9-1                                                                         | +5                                                                          | vs.                                                                         | Магомед Анкалаев Magomed Ankalaev                                           | #1 exП                                                                      | 20-1-1 (1)                                                                  | 11-1-1 (1)                                                                  | +2                                                                          | [ 17 ]                                                                      |
| 2 | Лёгкий вес           | Джастин Гейджи Justin «The Highlight» Gaethje                               | #3 exВЧ, exП, BMF                                                           | 25-5                                                                        | 8-5                                                                         | -1                                                                          | vs.                                                                         | Рафаэль Физиев Rafael "Ataman" Fiziev                                       | #11 exT(6)                                                                  | 12-3                                                                        | 6-3                                                                         | -2                                                                          | [ 18 ]                                                                      |
| 3 | Лёгкий вес           | Джалин Тёрнер Jalin «The Tarantula» Turner                                  | #13 exT(9), CS                                                              | 14-8                                                                        | 7-5                                                                         | -1                                                                          | vs.                                                                         | Игнасио Баамондес Ignacio «La Jaula» Bahamondes                             | CS                                                                          | 16-5                                                                        | 5-2                                                                         | +2                                                                          | [ 19 ]                                                                      |
| 4 | Жен. минимальный вес | Аманда Лемус Amanda Lemos                                                   | #5 exT(3), exП                                                              | 14-4-1                                                                      | 8-4                                                                         | -1                                                                          | vs.                                                                         | Ясмин Лусинду Iasmin Lucindo                                                | #7                                                                          | 17-5                                                                        | 4-1                                                                         | +4                                                                          | [ 20 ]                                                                      |
| 5 | Лёгкий вес           | Кинг Грин King Green                                                        | exT(7)                                                                      | 32-16-1 (1)                                                                 | 13-11-1 (1)                                                                 | -1                                                                          | vs.                                                                         | Маурисиу Руффи Mauricio «One Shot» Ruffy                                    | CS                                                                          | 11-1                                                                        | 2-0                                                                         | +6                                                                          | [ 21 ]                                                                      |
| |                      | Предварительный кард (Prelims, ESPNews/Disney+/ESPN+)                       |                                                                             |                                                                             |                                                                             |                                                                             |                                                                             |                                                                             |                                                                             |                                                                             |                                                                             |                                                                             |                                                                             |
| | Тяжёлый вес          | Кёртис Блейдс▼ Curtis Blaydes                                               | #5 exT(2), exПВ                                                             | 18-5 (1)                                                                    | 13-5 (1)                                                                    | -1                                                                          | vs.                                                                         | Ризван Куниев Rizvan Kuniev                                                 | д CS                                                                        | 13-2-1 (1)                                                                  | -                                                                           | +10                                                                         | [ 22 ]                                                                      |
| 6 | Наилегчайший вес     | Джошуа Ван Joshua «The Fearless» Van                                        | exT(15)                                                                     | 12-2                                                                        | 5-1                                                                         | +2                                                                          | vs.                                                                         | Рей Цуруя▲ Rei Tsuruya                                                      | R2U                                                                         | 10-0                                                                        | 1-0                                                                         | +10                                                                         | [ 23 ]                                                                      |
| 7 | Средний вес          | Брунну Феррейра Brunno «The Hulk» Ferreira                                  | CS                                                                          | 12-2                                                                        | 3-2                                                                         | -1                                                                          | vs.                                                                         | Армен Петросян Armen «Superman» Petrosyan                                   | CS                                                                          | 8-4                                                                         | 3-3                                                                         | -2                                                                          | [ 24 ]                                                                      |
| 8 | Полусредний вес      | Алекс Мороно Alex «The Great White» Morono                                  |                                                                             | 24-11 (1)                                                                   | 13-8 (1)                                                                    | -2                                                                          | vs.                                                                         | Карлус Леал Carlos «The Lion» Leal                                          |                                                                             | 21-6                                                                        | 0-1                                                                         | -1                                                                          | [ 25 ]                                                                      |
| |                      | Ранний предварительный кард (Early Prelims, Disney+/ESPN+)                  |                                                                             |                                                                             |                                                                             |                                                                             |                                                                             |                                                                             |                                                                             |                                                                             |                                                                             |                                                                             |                                                                             |
| 9 | Полулёгкий вес       | Майрон Сантус Mairon «The Legend» Santos                                    | TUFW                                                                        | 14-1                                                                        | 1-0                                                                         | +2                                                                          | vs.                                                                         | Фрэнсис Маршалл Francis «Fire» Marshall                                     | CS                                                                          | 8-2                                                                         | 2-2                                                                         | +1                                                                          | [ 26 ]                                                                      |
| | Полулёгкий вес▲      | Крис Гутьеррес Chris «El Guapo» Gutierrez                                   | exT(12)                                                                     | 21-5-2                                                                      | 9-3-1                                                                       | +1                                                                          | vs.                                                                         | Джон Кастаньеда▲▼ John «Sexi Mexi» Castañeda                                | CS                                                                          | 21-7                                                                        | 4-3                                                                         | -1                                                                          | [ 27 ]                                                                      |
| 10 | Средний вес          | Джорден Сантус Djorden «Shakur» Santos                                      | д CS                                                                        | 10-1                                                                        | -                                                                           | +5                                                                          | vs.                                                                         | Оззи Диас Ozzy Diaz                                                         | CS                                                                          | 9-3                                                                         | 0-1                                                                         | -1                                                                          | [ 28 ]                                                                      |
| |                      | Отменённые бои                                                              |                                                                             |                                                                             |                                                                             |                                                                             |                                                                             |                                                                             |                                                                             |                                                                             |                                                                             |                                                                             |                                                                             |
| | Тяжёлый вес          | Жоната Диниc (Jhonata Diniz)                                                |                                                                             | 8-1                                                                         | 2-1                                                                         | -1                                                                          | vs.                                                                         | Витор Петрину (Vitor Petrino)▼                                              |                                                                             | 11-2                                                                        | 4-2                                                                         | -2                                                                          | [ 29 ]                                                                      |
| | Легчайший вес        | Крис Гутьеррес (Chris Gutierrez)                                            |                                                                             | 21-5-2                                                                      | 9-3-1                                                                       | +1                                                                          | vs.                                                                         | Жеан Матсумото (Jean Matsumoto)                                             |                                                                             | 16-0                                                                        | 2-0                                                                         | +16                                                                         | [ 30 ]                                                                      |
| | Наилегчайший вес     | Бруну Силва (Bruno Silva) ▼                                                 | #13                                                                         | 14-6-2 (1)                                                                  | 4-3 (1)                                                                     | -1                                                                          | vs.                                                                         | Джошуа Ван (Joshua Van)                                                     | #15                                                                         | 12-2                                                                        | 5-1                                                                         | +2                                                                          | [ 31 ]                                                                      |
| | Лёгкий вес           | Джастин Гейджи (Justin Gaethje)                                             | #3                                                                          | 25-5                                                                        | 8-5                                                                         | -1                                                                          | vs.                                                                         | Дэн Хукер (Dan Hooker)▼                                                     | #6                                                                          | 24-12                                                                       | 14-8                                                                        | +3                                                                          | [ 32 ]                                                                      |
| Условные обозначения: #5 (1) — текущее (лучшее) место бойца в рейтинге, exЧ(В) — бывший чемпион (временный), exП(В) — бывший претендент на титул чемпиона (временного), exТ(3) — боец входил в рейтинг Топ-15 (лучшее место в рейтинге), д — дебютант, CS — боец участвовал в Претендентской серии Дэйны Уайта, R2U — боец участвовал в шоу Road To UFC, TUF — боец участвовал в шоу The Ultimate Fighter, TUFW — боец являлся победителем The Ultimate Fighter, WEC/SF — боец выступал в WEC или Strikeforce до объединения этих организаций с UFC. |                      |                                                                             |                                                                             |                                                                             |                                                                             |                                                                             |                                                                             |                                                                             |                                                                             |                                                                             |                                                                             |                                                                             |                                                                             |

## Церемония взвешивания
Результаты официальной церемонии взвешивания бойцов перед турниром.
| Весовая категория и допустимый лимит в фунтах | Весовая категория и допустимый лимит в фунтах | Участники боёв и их вес в фунтах | Участники боёв и их вес в фунтах | Участники боёв и их вес в фунтах | Участники боёв и их вес в фунтах |
| --------------------------------------------- | --------------------------------------------- | -------------------------------- | -------------------------------- | -------------------------------- | -------------------------------- |
| Полутяжёлый вес (титульный бой)               | 205                                           | Алекс Перейра                    | 205                              | Магомед Анкалаев                 | 205                              |
| Лёгкий вес                                    | 155 (+1)                                      | Джастин Гейджи                   | 156                              | Рафаэль Физиев                   | 156                              |
| Лёгкий вес                                    | 135 (+1)                                      | Джалин Тёрнер                    | 154,5                            | Игнасио Баамондес                | 156                              |
| Минимальный вес (женщины)                     | 115 (+1)                                      | Аманда Лемус                     | 116                              | Ясмин Лусинду                    | 115,5                            |
| Лёгкий вес                                    | 155 (+1)                                      | Кинг Грин                        | 155,5                            | Маурисиу Руффи                   | 155,5                            |
| Тяжёлый вес                                   | 265 (+1)                                      | Кёртис Блейдс                    | 262                              | Ризван Куниев                    | 264,5                            |
| Наилегчайший вес                              | 125 (+1)                                      | Джошуа Ван                       | 125,5                            | Рей Цуруя                        | 125,5                            |
| Средний вес                                   | 185 (+1)                                      | Брунну Феррейра                  | 186                              | Армен Петросян                   | 186                              |
| Полусредний вес                               | 170 (+1)                                      | Алекс Мороно                     | 171                              | Карлус Леал                      | 169                              |
| Полулёгкий вес                                | 145 (+1)                                      | Майрон Сантус                    | 145,5                            | Фрэнсис Маршалл                  | 146                              |
| Полулёгкий вес                                | 145 (+1)                                      | Крис Гутьеррес                   | 144,5                            | Джон Кастаньеда                  | 145                              |
| Средний вес                                   | 185 (+1)                                      | Джорден Сантус                   | 185,5                            | Оззи Диас                        | 185,5                            |

Все бойцы показали вес в лимитах своих весовых категорий.

## Результаты турнира
В главном бою вечера Магомед Анкалаев победил Алекса Перейру единогласным решением судей и завоевал титул чемпиона UFC в полутяжёлом весе.
| Статистика поединка: | Статистика поединка: | Статистика поединка:                          | Статистика поединка:                          | Статистика поединка: | Статистика поединка: | Статистика поединка: | Статистика поединка: | Статистика поединка: | Статистика поединка: | Статистика поединка: | Статистика поединка: | Статистика поединка: | Статистика поединка: | Статистика поединка: | Статистика поединка: | Статистика поединка: | Статистика поединка: | Статистика поединка: |
| Участник             | Нокдауны             | Акцентрованные удары (по цели/всего/точность) | Акцентрованные удары (по цели/всего/точность) | По раундам           | По раундам           | По раундам           | По раундам           | По раундам           | По цели              | По цели              | По цели              | По позиции           | По позиции           | По позиции           | Тейкдауны            | Тейкдауны            | Контроль             | Попытка приема       |
| Участник             | Нокдауны             | Акцентрованные удары (по цели/всего/точность) | Акцентрованные удары (по цели/всего/точность) | 1Р                   | 2Р                   | 3Р                   | 4Р                   | 5Р                   | Голова               | Корпус               | Ноги                 | Дистанция            | Клинч                | Партер               | Тейкдауны            | Тейкдауны            | Контроль             | Попытка приема       |
| -------------------- | -------------------- | --------------------------------------------- | --------------------------------------------- | -------------------- | -------------------- | -------------------- | -------------------- | -------------------- | -------------------- | -------------------- | -------------------- | -------------------- | -------------------- | -------------------- | -------------------- | -------------------- | -------------------- | -------------------- |
| Алекс Перейра        | 0                    | 76/137                                        | 55%                                           | 16/34                | 18/36                | 21/34                | 7/12                 | 14/21                | 11/57                | 17/25                | 48/55                | 69/130               | 7/7                  | 0                    | 0/1                  | 0%                   | 0:00                 | 0                    |
| Магомед Анкалаев     | 0                    | 94/180                                        | 52%                                           | 9/27                 | 29/53                | 17/40                | 19/24                | 20/36                | 36/112               | 30/39                | 28/29                | 75/159               | 19/21                | 0                    | 0/12                 | 0%                   | 5:42                 | 0                    |

В соглавном бою Джастин Гейджи победил Рафаэля Физиева единогласным решением судей.
| Статистика поединка: | Статистика поединка: | Статистика поединка:                          | Статистика поединка:                          | Статистика поединка: | Статистика поединка: | Статистика поединка: | Статистика поединка: | Статистика поединка: | Статистика поединка: | Статистика поединка: | Статистика поединка: | Статистика поединка: | Статистика поединка: | Статистика поединка: | Статистика поединка: | Статистика поединка: |
| Участник             | Нокдауны             | Акцентрованные удары (по цели/всего/точность) | Акцентрованные удары (по цели/всего/точность) | По раундам           | По раундам           | По раундам           | По цели              | По цели              | По цели              | По позиции           | По позиции           | По позиции           | Тейкдауны            | Тейкдауны            | Контроль             | Попытка приема       |
| Участник             | Нокдауны             | Акцентрованные удары (по цели/всего/точность) | Акцентрованные удары (по цели/всего/точность) | 1Р                   | 2Р                   | 3Р                   | Голова               | Корпус               | Ноги                 | Дистанция            | Клинч                | Партер               | Тейкдауны            | Тейкдауны            | Контроль             | Попытка приема       |
| -------------------- | -------------------- | --------------------------------------------- | --------------------------------------------- | -------------------- | -------------------- | -------------------- | -------------------- | -------------------- | -------------------- | -------------------- | -------------------- | -------------------- | -------------------- | -------------------- | -------------------- | -------------------- |
| Джастин Гейджи       | 1                    | 72/134                                        | 53%                                           | 12/21                | 21/52                | 39/61                | 56/117               | 9/9                  | 7/8                  | 41/92                | 26/34                | 5/8                  | 0/3                  | 0%                   | 1:32                 | 0                    |
| Рафаэль Физиев       | 0                    | 68/119                                        | 57%                                           | 21/32                | 17/40                | 30/47                | 20/61                | 43/52                | 5/6                  | 49/100               | 14/14                | 5/5                  | 2/2                  | 100%                 | 0:40                 | 0                    |

| Бой    | Весовая категория    | Результат боя               | Результат боя     | Результат боя | Результат боя | Результат боя | Результат боя   | Результат боя | Способ победы                                        | Раунд | Время | Рефери в ринге |
|        |                      | Главный кард                |                   |               |               |               |                 |               |                                                      |       |       |                |
| Бой 10 | Полутяжёлый вес      |                             | Магомед Анкалаев  | #1            | поб.          |               | Алекс Перейра   | Ч             | Единогласное решение (49–46, 48–47, 48–47)           | 5     | 5:00  | Марк Годдард   |
| Бой 9  | Лёгкий вес           |                             | Джастин Гейджи    | #3            | поб.          |               | Рафаэль Физиев  | #11           | Единогласное решение (29–28, 29–28, 29–28)           | 3     | 5:00  | Джейсон Херцог |
| Бой 8  | Лёгкий вес           |                             | Игнасио Баамондес |               | поб.          |               | Джалин Тёрнер   | #13           | Сдача, удушающий приём (треугольник)                 | 1     | 2:29  | Марк Смит      |
| Бой 7  | Жен. минимальный вес |                             | Аманда Лемус      | #5            | поб.          |               | Ясмин Лусинду   | #7            | Единогласное решение (29–28, 29–28, 29–28)           | 3     | 5:00  | Кит Питерсон   |
| Бой 6  | Лёгкий вес           |                             | Маурисиу Руффи    |               | поб.          |               | Кинг Грин       |               | Нокаут (удар ногой в голову с разворота)             | 1     | 2:07  | Крис Тоньони   |
|        |                      | Предварительный кард        |                   |               |               |               |                 |               |                                                      |       |       |                |
| Бой 5  | Наилегчайший вес     |                             | Джошуа Ван        |               | поб.          |               | Рей Цуруя       |               | Единогласное решение (30–27, 30–27, 30–27)           | 3     | 5:00  | Джейсон Херцог |
| Бой 4  | Средний вес          |                             | Брунну Феррейра   |               | поб.          |               | Армен Петросян  |               | Сдача, болевой приём (рычаг локтя из треугольника) * | 2     | 4:27  | Марк Смит      |
| Бой 3  | Полусредний вес      |                             | Карлус Леал       |               | поб.          |               | Алекс Мороно    |               | Технический нокаут (удары руками в голову)           | 1     | 4:16  | Кит Питерсон   |
| Бой 2  | Полулёгкий вес       |                             | Майрон Сантус     |               | поб.          |               | Фрэнсис Маршалл |               | Раздельное решение (27–30, 29–28, 29–28)             | 3     | 5:00  | Крис Тоньони   |
|        |                      | Ранний предварительный кард |                   |               |               |               |                 |               |                                                      |       |       |                |
| Бой 1  | Средний вес          |                             | Оззи Диас         |               | поб.          |               | Джорден Сантус  | д             | Единогласное решение (29–28, 29–28, 29–28)           | 3     | 5:00  | Марк Годдард   |

[*] Рефери снял одно очко с Петросяна в 1-м раунде за повторный запрещённый удар в пах.
Официальные судейские карточки турнира.

## Награды
Следующие бойцы были удостоены денежного бонуса в размере $50,000:
- Лучший бой вечера: Джастин Гейджи - Рафаэль Физиев
- Выступление вечера: Игнасио Баамондес и Маурисиу Руффи